# Кира Панагия
Кира̀ Пангия̀ (на гръцки: Κυρά Παναγιά) е остров в западната част на Бяло море, част от архипелага на Северните Споради.